# Forcipella
Forcipella es un género de plantas con flores perteneciente a la familia Acanthaceae. El género tiene 7 especies de hierbas.

## Taxonomía
El género fue descrito por Henri Ernest Baillon y publicado en Histoire des Plantes 10: 444. 1891. La especie tipo es: Forcipella madagascariensis Baill.

## Especies deForcipella
- Forcipella bosseri Benoist.
- Forcipella cleistochlamys Lindau.
- Forcipella involucrata Benoist.
- Forcipella longistaminea Benoist.
- Forcipella madagascariensis Baill.
- Forcipella repanda Benoist.
- Forcipella rugelli Small.